# Heinkel HD 39
Хейнкель HE 39 (нем. Heinkel HE  39) — немецкий почтовый самолёт.
Heinkel HD 39 имел двигатель BMW IV мощностью 230 л. с. Самолет имел специальный отсек для перевозки 500 килограммов почты, и 10 отсеков, которые могли открываться в полёте, для сброса газет в местности без аэродромов. HD 39, вместе с двумя Albatros L 72, поставляли газеты издательству Ullstein-Verlag. HD 39 использовался до 1931 года, когда доставку газет поручили компании Deutsche Luft Hansa.

## Лётно-технические характеристики
| Модификация                 | HE 39         |
| Размах крыла, м             | 14,80         |
| Длина, м                    | 10,00         |
| Масса, кг                   |               |
| пустого самолета            | 1320          |
| нормальная взлетная         | 1870          |
| Тип двигателя               | 1 ПД BMW IV   |
| Мощность, л.с.              | 1 х 230       |
| Максимальная скорость, км/ч | 166           |
| Крейсерская скорость, км/ч  | 140           |
| Экипаж, чел                 | 2             |
| Полезная нагрузка:          | 600 кг. почты |